# Занкт-Гоар
Занкт-Гоар (нім. Sankt Goar) — місто в Німеччині, розташоване в землі Рейнланд-Пфальц. Входить до складу району Рейн-Гунсрюк. Складова частина об'єднання громад Занкт-Гоар-Обервезель.
Площа — 22,93 км2. Населення становить 2768 ос. (станом на 31 грудня 2020).

## Галерея

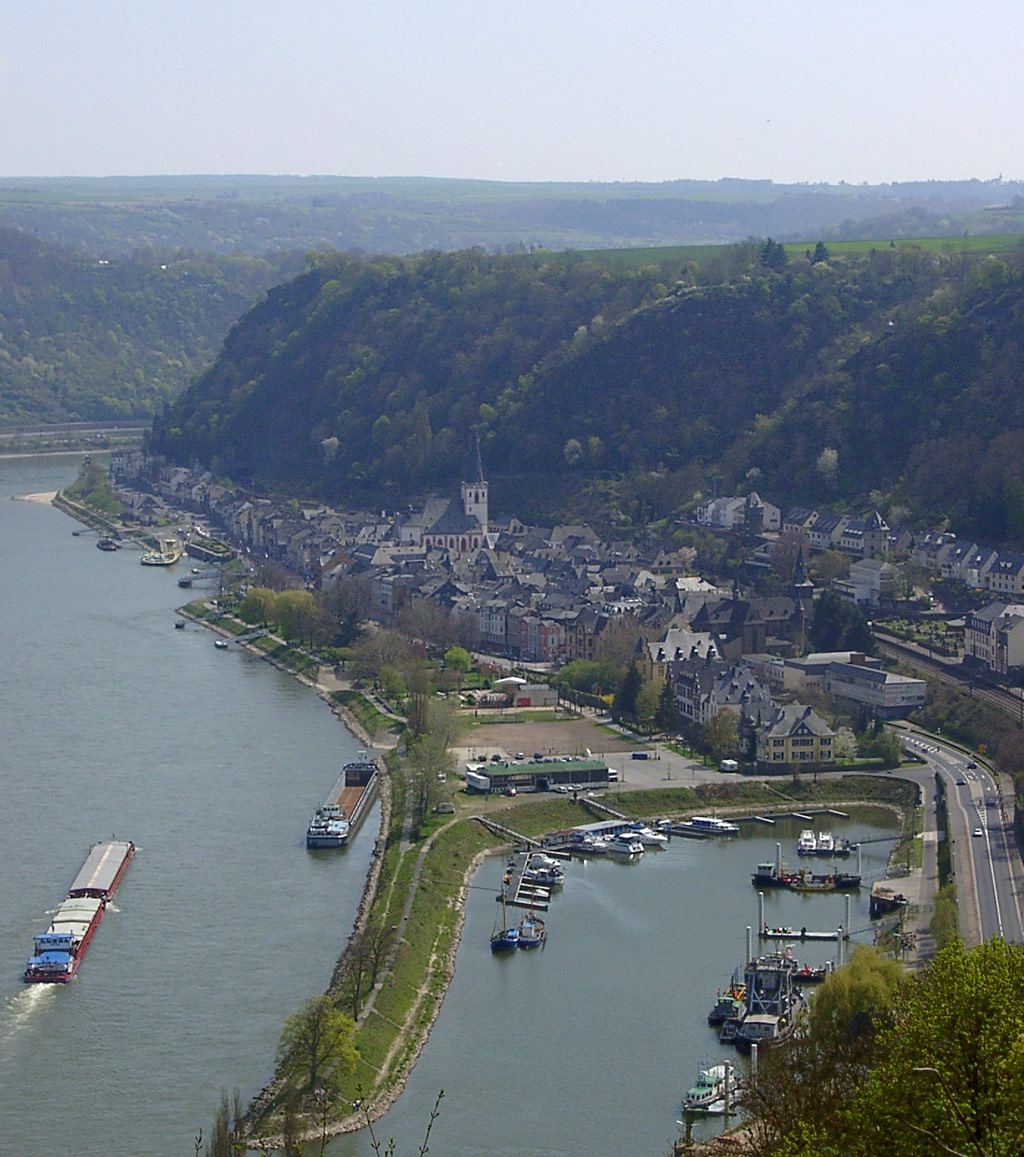
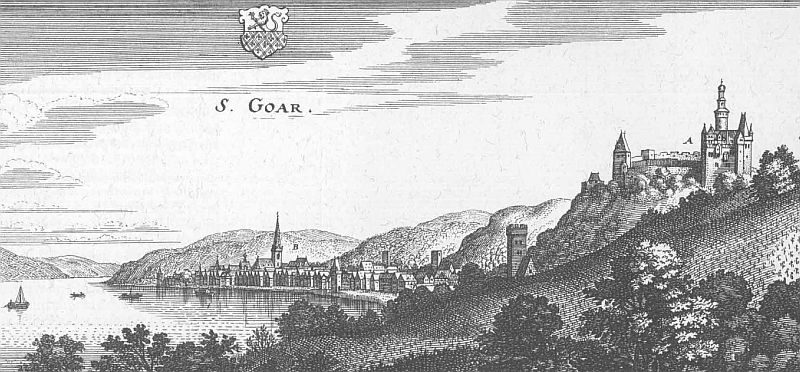
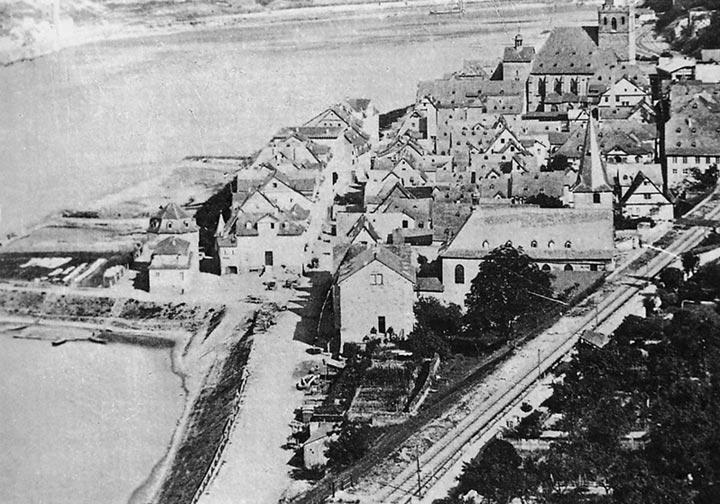
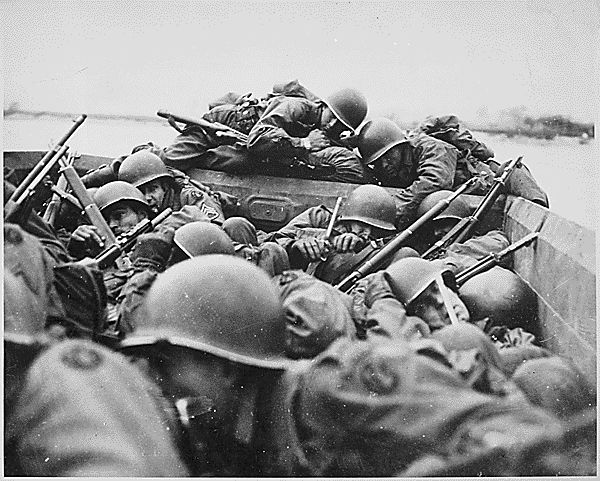
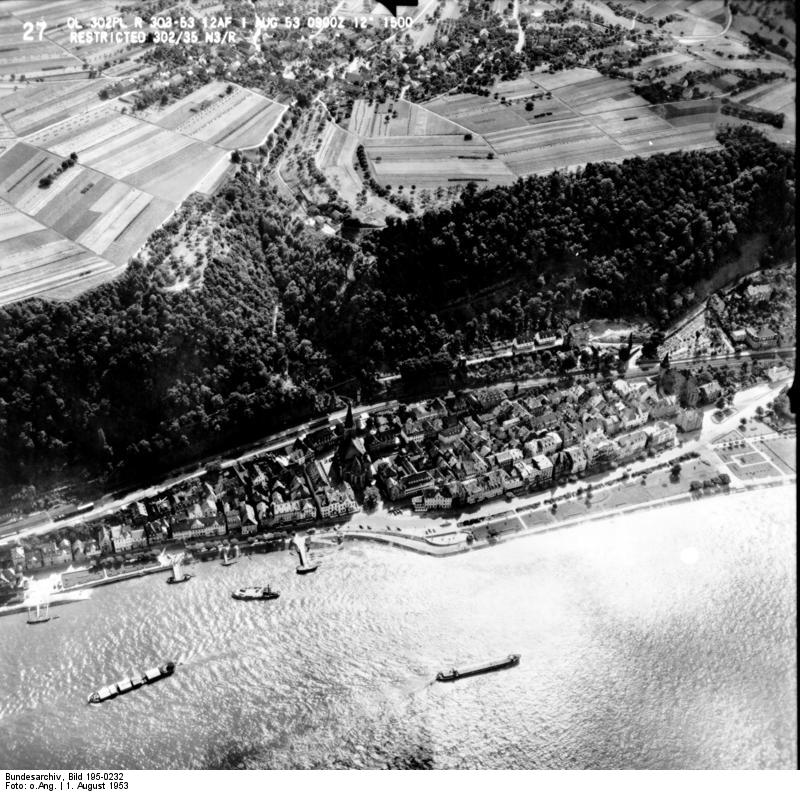
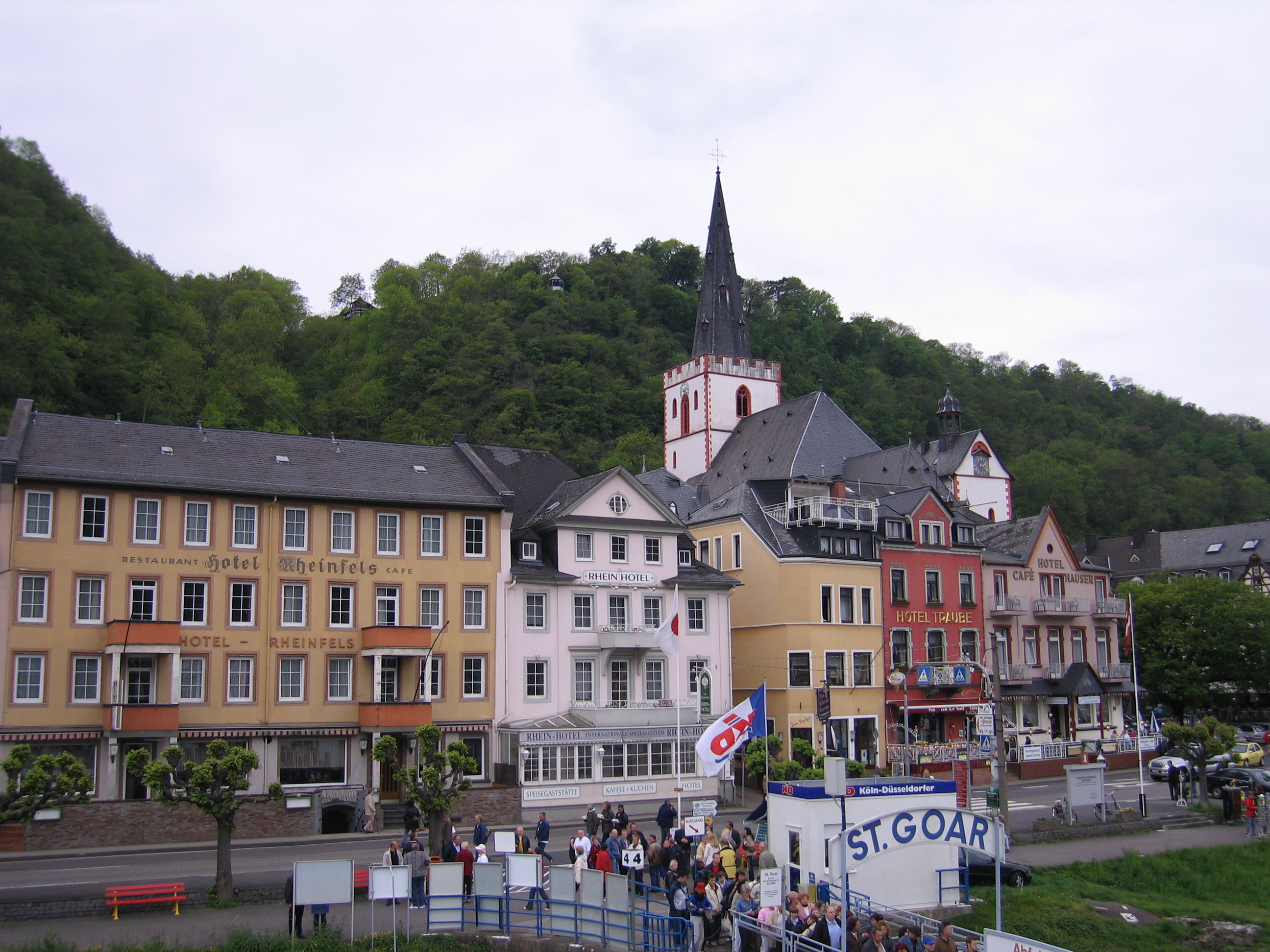